# NK Blato Ljuti Dolac
NK Blato je hrvatski nogometni klub iz Ljutog Doca kod Širokog Brijega, BiH.

## Povijest
Klub je osnovao 1980. godine bivši savezni sudac, instruktor i kontrolor suđenja Ante Peko zajedno je sa skupinom aktivista. Klub je osnovan pod imenom Ljuti Dolac. Peko je godinama bio predsjednik kluba. Klub je do osamostaljenja BiH uspio doći do hercegovačke zone.
Nakon uvodnih kola, u sezoni 2010./11. su istupili iz južne skupine Druge lige FBiH. Isti scenarij dogodio se i u sezoni 2011./12. u MŽNL HBŽ i ZHŽ. 
U sezoni 2024./25. ponovno se natječu u MŽNL.

## Vanjske poveznice
- Ljuti Dolac
- Profil, Sofascore